# Jeż (wojsko)

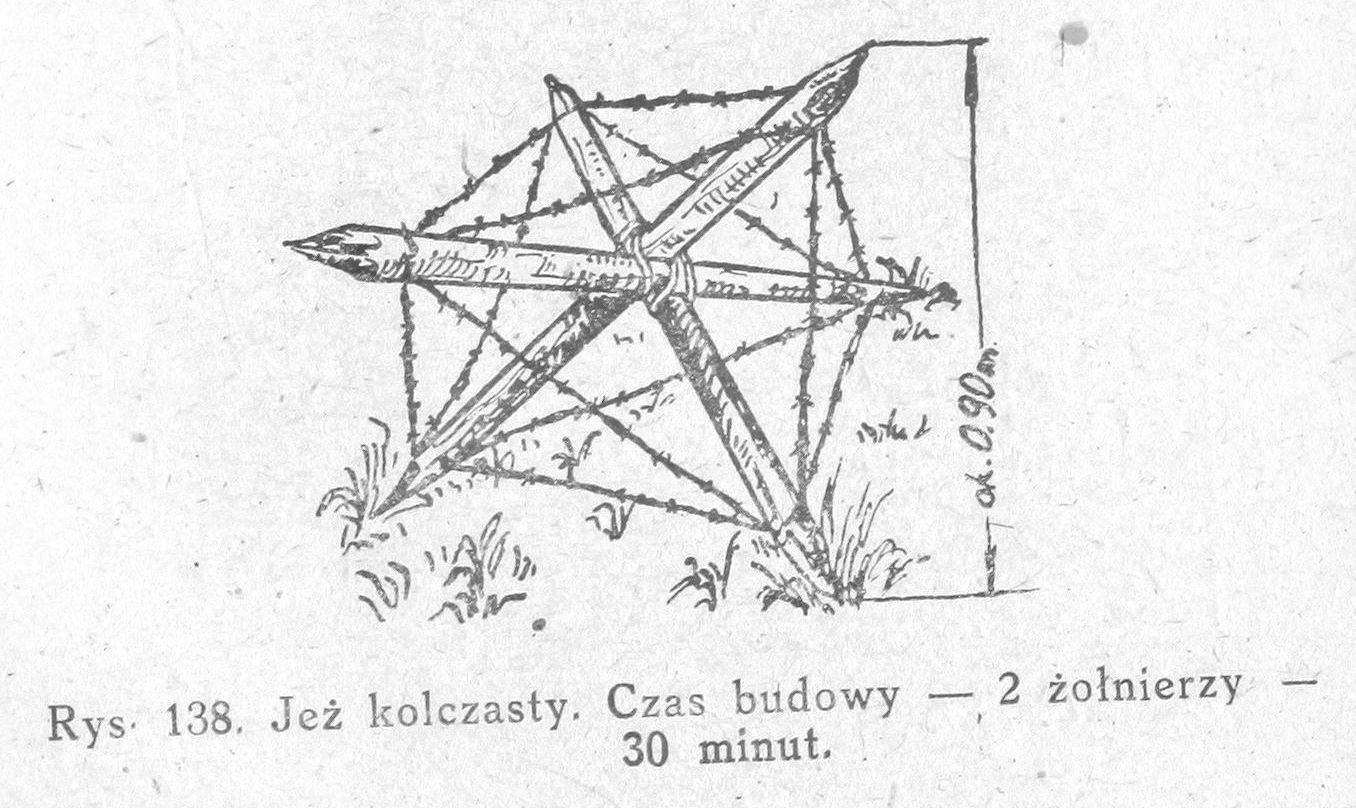
Jeż kolczasty

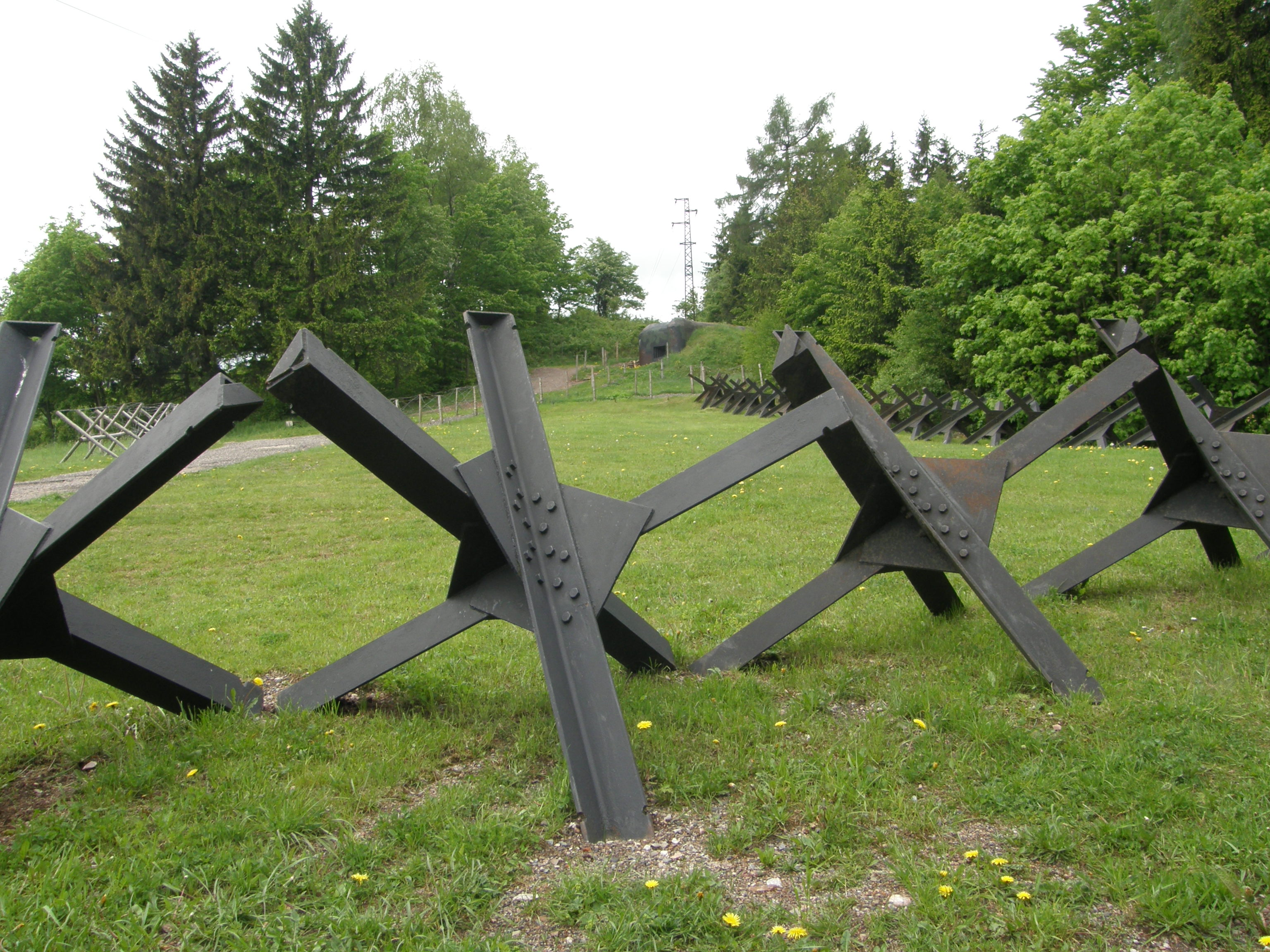
Przeciwczołgowe jeże stalowe

- Jeż kolczasty – przenośna zapora przeciwpiechotna w postaci kołków połączonych ze sobą prostopadle, tworzących szkielet jeża i oplotu z drutu kolczastego; stosowana do zamykania przejść w zaporach drutowych i do wzmacniania innych rodzajów zapór i przeszkód[1][2].
- Jeż stalowy[3] lub żelbetowy – zapora przeciwpancerna, przenośna, z trzech stalowych kątowników połączonych pod kątem prostym, używana do budowy ciągłego pasa zapór, wzmacniania innych zapór i przeszkód[1], do zamykania przejść w innych zaporach[2]. Może być wykorzystana jako zapora przeciwdesantowa.

W literaturze obcojęzycznej zapory typu jeż bywają określane jako „jeż czeski”.